# Risoluzione 101 del Consiglio di sicurezza delle Nazioni Unite
La risoluzione 101 del Consiglio di sicurezza delle Nazioni Unite, adottata il 24 novembre 1953, prendendo atto delle relazioni della Organizzazione della UNTSO in Palestina, il Consiglio ha rilevato che l'azione di ritorsione svolte dalle forze israeliane a Qibya il 14 e 15 ottobre e tutte queste azioni costituiscono una violazione delle disposizioni del cessate il fuoco della risoluzione 54 del Consiglio di sicurezza delle Nazioni Unite e sono incompatibili con gli obblighi delle parti ai sensi dell'accordo generale sull'armistizio tra Israele e Giordania, nonché la Carta delle Nazioni Unite. Il Consiglio ha espresso la massima censura su questa azione e ha preso atto delle prove sostanziali di persone non autorizzate che attraversano la linea di demarcazione. Il Consiglio ha quindi invitato i governi israeliano e giordano a cooperare tra loro e chiedere al capo di stato maggiore del TSO di riferire in tre mesi con raccomandazioni.
La risoluzione è stata approvata con nove voti a uno; Il Libano e l'Unione Sovietica si sono astenuti.